# Спроси у пыли
«Спроси у пыли» (англ. Ask the Dust) — самый популярный роман итало-американского писателя Джона Фанте, впервые опубликованный в 1939 году. Действие произведения происходит в эпоху Великой депрессии в Лос-Анджелесе.
Роман считается американской классикой, его регулярно включают в учебные планы колледжей по американской литературе. Книга представляет собой роман в стиле роман с ключом, большая часть которого основана на автобиографических событиях из жизни Фанте. Роман оказал значительное влияние на Чарльза Буковски. В 2006 году сценарист Роберт Таун адаптировал роман в фильм «Спроси у пыли» с Сальмой Хайек и Колином Фарреллом в главных ролях.
Первоначальный приём романа был неоднозначным, что привело к низким продажам. Распространение было затруднено тем, что издательство Фанте было втянуто в судебный спор по поводу публикации неавторизованной версии биографии Адольфа Гитлера «Моя борьба», из-за чего у Джона не хватало средств.